# Halowy Puchar Polski Strongman 2009
Halowy Puchar Polski Strongman 2009 – indywidualne zawody polskich siłaczy.
Data: 22 listopada 2009 r.

Miejsce: Lębork  Polska

WYNIKI ZAWODÓW:
| Miejsce | Zawodnik             | Punkty |
| ------- | -------------------- | ------ |
| 1.      | Mariusz Pudzianowski | 27     |
| 2.      | Krzysztof Schabowski | 18,5   |
| 3.      | Tyberiusz Kowalczyk  | 18     |
| 4.      | Sławomir Orzeł       | 14,5   |
| 5.      | Wojciech Jastrząb    | 14     |
| 6.      | Tomasz Nowotniak     | 13     |